# Europa FM
Europa FM este un post de radio românesc, înființat de Ilie Năstase, lansat pe data de 26 mai 2000 și care a făcut parte din rețeaua Lagardère până în 2018, când a fost preluat de Czech Media Invest.
Este primul post de radio privat care are acoperire națională în FM. Formatul Europa FM este unul generalist axat pe știri și muzică.
Postul își face reclamă afirmând că difuzează „Cea mai bună muzică din '80 până azi.” și „Știrile care contează.”.
Trustul Lagardère mai deține și posturile Virgin Radio România și One World Radio.
În anul 2007, Europa FM a avut o cifră de afaceri de 6,7 milioane de euro și un profit net de 1,3 milioane de euro.

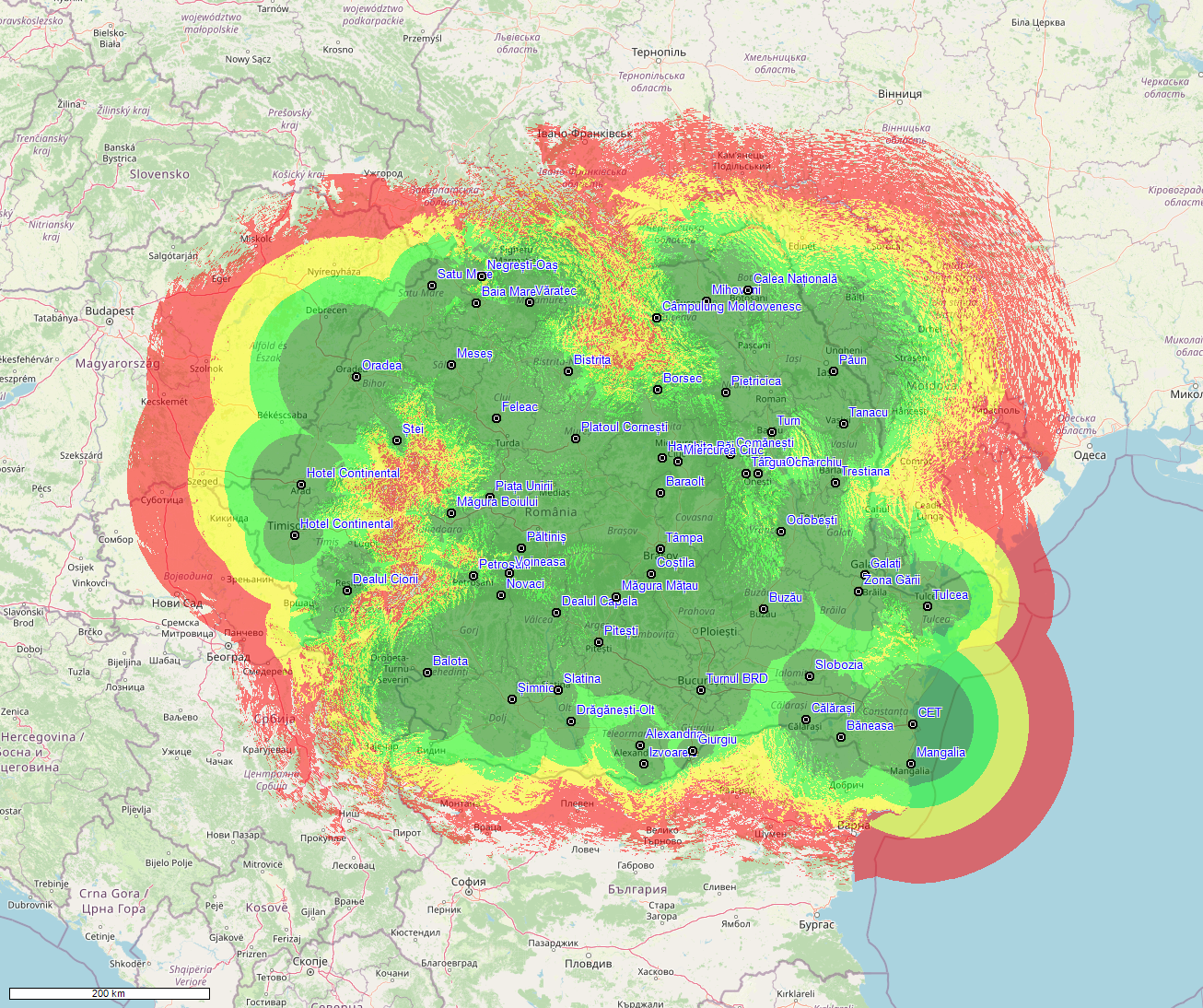
Acoperire aproximativă a semnalului Europa FM.
Recepționat de orice receiver în zonă
Recepționat bine de un receiver slab al mașinii
Recepționat bine de un receiver puternic al mașinii / de un receiver slab al mașinii (dar cu probleme)
Recepționat de un receiver puternic al mașinii (dar cu probleme)

     Recepționat de orice receiver în zonă
     Recepționat bine de un receiver slab al mașinii
     Recepționat bine de un receiver puternic al mașinii / de un receiver slab al mașinii (dar cu probleme)
     Recepționat de un receiver puternic al mașinii (dar cu probleme)

## Imaginea Europa FM și sloganuri utilizate
Pe 26 mai 2000, Directorul Muzical George Zafiu avea să facă anunțul: „Ascultați Europa FM. Este ora 16. Din acest moment suntem împreună! Viața s-a schimbat!” după care a urmat prima piesă difuzată de Europa FM: John Lennon – „Imagine”. Imediat după piesă, George Zafiu l-a introdus pe Petru Berteanu, primul director executiv al postului. El a făcut o scurtă trecere în revistă a istoriei radioului românesc, de la 1928 (lansarea postului public) până în 2000. Pentru că oricine face un pas în FM își ia un angajament de durată, a doua piesă difuzată la Europa FM ar putea părea că nu a fost întâmplătoare: Holograf – „Ți-am dat un inel”.
Proiectul pentru constituirea Europa FM a început în 1999, când trustul Lagardère începuse să pregătească echipa și sediul din Intrarea Camil Petrescu.
Europa FM este o marcă înregistrată EUROPE DEVELOPPEMENT INTERNATIONAL-R SA, firmă prezidată de celebrul sportiv Ilie Năstase.
Dacă în momentul lansării sloganul era „Viața se schimbă.”, la scurt timp el a devenit „Muzică, Știri, Muzică.”. Momentul în care Studiul de Audiență Radio a indicat Europa FM drept lider absolut în rândul posturilor private a dus și o nouă schimbare de slogan: „Un radio de milioane de români!”. A devenit unul dintre cele mai cunoscute slogane ale unui brand românesc, mai toți ascultătorii putând să-l asocieze instant cu Europa FM.
La începutul anului 2018, chiar pe 1 ianuarie, Europa FM a trecut printr-un amplu proces de rebranding, prezentând o nouă siglă.
Tot din 2018, pentru a sublinia diversitatea muzicală și calitatea pieselor promovate, Europa FM a adoptat un nou slogan: „Cea mai bună muzică de ieri și de azi”.

## Frecvențe
| Frecvențele de emisie în România |           |
| Oraș                             | Frecvența |
| București                        | 106.7 FM  |
| Alba Iulia                       | 97.1 FM   |
| Alexandria                       | 93.4 FM   |
| Arad                             | 89.3 FM   |
| Bacău                            | 104.2 FM  |
| Baia Mare                        | 90.5 FM   |
| Bârlad                           | 100.0 FM  |
| Baraolt                          | 90.0 FM   |
| Băneasa                          | 105.2 FM  |
| Bistrița                         | 90.0 FM   |
| Borsec                           | 91.1 FM   |
| Botoșani                         | 88.2 FM   |
| Brașov                           | 89.2 FM   |
| Brăila                           | 94.4 FM   |
| Buzău                            | 100.3 FM  |
| Călărași                         | 99.5 FM   |
| Câmpulung                        | 89.8 FM   |
| Câmpulung Moldovenesc            | 102.7 FM  |
| Cluj-Napoca                      | 106.6 FM  |
| Comănești                        | 106.3 FM  |
| Constanța                        | 106.1 FM  |
| Craiova                          | 104.5 FM  |
| Deva                             | 107.7 FM  |
| Drobeta-Turnu Severin            | 100.0 FM  |
| Drăgănești-Olt                   | 106.6 FM  |
| Focșani                          | 105.8 FM  |
| Galați                           | 103.4 FM  |
| Gheorgheni                       | 100.2 FM  |
| Giurgiu                          | 89.4 FM   |
| Iași                             | 106.5 FM  |
| Miercurea Ciuc                   | 106.1 FM  |
| Mangalia                         | 104.1 FM  |
| Negrești-Oaș                     | 104.8 FM  |
| Onești                           | 89.9 FM   |
| Oradea                           | 93.2 FM   |
| Petroșani                        | 92.1 FM   |
| Piatra-Neamț                     | 105.1 FM  |
| Pitești                          | 95.0 FM   |
| Ploiești                         | 107.5 FM  |
| Râmnicu Vâlcea                   | 90.4 FM   |
| Reșița                           | 107.5 FM  |
| Satu Mare                        | 90.9 FM   |
| Sibiu                            | 106.2 FM  |
| Slatina                          | 98.8 FM   |
| Slobozia                         | 100.9 FM  |
| Suceava                          | 105.5 FM  |
| Ștei                             | 102.0 FM  |
| Târgoviște                       | 107.5 FM  |
| Târgu Jiu                        | 107.1 FM  |
| Târgu Mureș                      | 90.7 FM   |
| Târgu Ocna                       | 89.4 FM   |
| Timișoara                        | 104.4 FM  |
| Toplița                          | 100.2 FM  |
| Tulcea                           | 107.4 FM  |
| Vaslui                           | 100.3 FM  |
| Văratec                          | 107.1 FM  |
| Voineasa                         | 97.9 FM   |
| Zalău                            | 102.7 FM  |
| Zimnicea                         | 107.3 FM  |